# Gregor Anikó
Gregor Anikó (Békéscsaba, 1984 –) magyar szociológus, egyetemi docens. Fő szakterülete a kutatásmódszertan, statisztikai eszközök használata, AI módszerek alkalmazása valamint a társadalmi nemek jelenségének a vizsgálata.

## Életpályája
2007-ben diplomázott szociológusként az ELTE Társadalomtudományi Karán. 2007-től doktori tanulmányokat folytatott, PhD címét summa cum laude minősítéssel védte meg 2015-ben az ELTE Szociológia Doktori iskolában, melyet a társadalmi nemekről írt. 2010-2011 között a CEU-n szerzett gender studies mesterdiplomát, 2010-ben Erasmus-ösztöndíjas volt a Tamperei Egyetemen.

### Oktatás
Gregor Anikó diplomaszerzésével párhuzamosan kezdett oktatni az ELTE TÁTK-on. Kezdettől az ELTE TÁTK Empírikus Tanulmányok Intézetében oktat, melynek 2024-től tanszékvezetője. Főbb kurzusai módszertani témákat érintenek valamint a társadalmilag kialakuló egyenlőtlenségek megértését, értelmezését feltáró kurzusok magyar és angol nyelven.
2013-tól az Ethnic and Minority Studies MA szakfelelőse, majd az első magyar nyelvű társadalmi nemek tanulmánya mesterprogramban vállalt szerepet legvégül társ-szakfelelősként.

### Publikációk
Elemzései, tanulmányai az aktualitásoktól (pl koronavírus járvány hatásai) általánosabb egyenlőtlenségi kérdéséig terjednek. Egy 2020-as ösztöndíj eredményeképpen Csányi Gergely szerzőtársával az 1990-es évek pornóiparának társadalmi hatásait elemző, értékelő tanulmányt publikált.

### Nyilvánosságban
Gregor Anikó aktív nyilatkozó a médiában is, rendszeresen megszólal az ELTE, a felsőoktatási oktatók helyzetével kapcsolatban éppúgy, mint társadalomtudományos kérdésekben.

## Díjak
- Erdei Ferenc díj  (2018)

## Külső hivatkozások
- Hivatalos weboldal
- ODT-adatlapja
- MTMT-adatlapja
- ELTE oktatói oldala
- Academia.edu oldala